# Berberis metapolyantha
Berberis metapolyantha är en berberisväxtart som beskrevs av Ahrendt. Berberis metapolyantha ingår i släktet berberisar, och familjen berberisväxter. Inga underarter finns listade i Catalogue of Life.